# Robert Barro
Robert Joseph Barro (28 september 1944) is een Amerikaanse macro-econoom en de Paul M. Warburg-hoogleraar economie aan de Harvard University. Het Research Papers in Economics-project rangschikte hem in juni 2013 op basis van zijn wetenschappelijke bijdragen als de derde meest invloedrijke econoom in de wereld. Barro wordt naast Robert Lucas en Thomas Sargent beschouwd als een van de grondleggers van de nieuw-klassieke macro-economie.

## Ricardiaanse equivalentie
Een van de bekendste bijdragen tot de economische literatuur is Barro's werk over Ricardiaanse equivalentie. Deze propositie houdt in dat consumenten de budgetbeperkingen van de overheid internaliseren. Toegenomen overheidsuitgaven zullen gecompenseerd worden door verminderde consumptie. Het doet er niet toe of de overheid haar uitgaven financiert met verhoogde belastingen in de toekomst of door schulden aan te gaan. De gemeenschap draait uiteindelijk toch op voor de kost. Hierdoor wordt de invloed van overheidsuitgaven op de bestedingen neutraal.

## Rationele verwachtingen
In navolging van John F. Muth en Robert Lucas Jr. beschreef Barro hoe rationele verwachtingen een invloed hebben op de gevolgen van monetair beleid op de reële output. In zijn paper Rational expectations and the role of monetary policy besprak hij de rol van informatieongelijkheid tussen de monetaire overheid en rationele economische actoren in verwachte en onverwachte monetaire beleidsveranderingen.

## Inflatieneiging
Samen met David Gordon ontwikkelde Robert Barro het Barro-Gordon-model. Dit model stelt dat overheden altijd zullen proberen om werkloosheid onder het natuurlijke niveau te duwen. Dit zorgt ervoor dat lonen en prijzen zullen stijgen. Die continue prijsstijging zorgt ervoor dat de inflatie zal stijgen boven haar natuurlijk niveau. Traditioneel overheidsoptreden zorgt dus voor een constante "inflation bias" of inflatieneiging in tegenstelling tot overheidsoptreden dat op strikte regels gebaseerd is.

## Werken
- Robert Barro en Xavier Sala-i-Martin, Economic Growth, 2nd Edition, MIT Press, oktober 2003, ISBN 0-262-02553-1

- Bibsys: 90141355
- Bibliothèque nationale de France: cb12279228b (data)
- Catàleg d'autoritats de noms i títols de Catalunya: 981058518844906706
- CiNii: DA00606365
- Gemeinsame Normdatei: 124548105
- International Standard Name Identifier: 0000 0000 8173 265X
- Library of Congress Control Number: n78088977
- Nationale Bibliotheek van Letland: 000011419
- Mathematics Genealogy Project: 191441
- Bibliotheek van het Japanse parlement: 00432406
- Nationale Bibliotheek van Tsjechië: vse2005271005
- Nationale Bibliotheek van Israël: 987007258254605171
- Nationale Bibliotheek van Polen: a0000001527458
- Nederlandse Thesaurus van Auteursnamen: 074619845
- LIBRIS: 176842
- SNAC: w6d953hh
- Système universitaire de documentation: 031610722
- Virtual International Authority File: 108406953
- WorldCat: E39PBJxGTVbHwxYXQ7V6GPxJjC